# Janis Martin
Janis Martin (27. marts 1940 – 3. september 2007) var en rockabilly/country-sangerinde fra USA.